# Киреев, Владимир Васильевич
Владимир Васильевич Киреев (1945—2021) — советский и российский художник, член МСХ (Товарищество живописцев), преподаватель живописи и рисунка.

## Биография
Владимир Киреев родился 20 января 1945 в Астрахани. В 1962 окончил Московское художественно-ремесленное училище, получив специальность гравер.
В 1975 окончил Московский полиграфический институт, где учился у Бениамина Басова и Андрея Гончарова. Жил и работал в Москве. С 1969 г. — член Московского Союза Художников (Товарищество живописцев). С 2004 г. — член творческого объединения «Арт-клуб Москва» (2004).
С 1975 г. — участник различных групповых московских, российских и международных выставок.
Персональные выставки Киреева состоялись в Доме Творчества им. К. А. Коровина (Гурзуф, 1989), галерее AMCA (Гамбург, Германия, 1992), в музее Bamberg Haus (Рейнсбург, Германия, 1992), в Городском музее города Хузум (Германия, 1992), в галерее (Франкфурт-на-Майне, Германия, 1993), в Троицке (1995).
Последние выставки: 2003 г. — «70-летие МСХ» (Манеж); 2004 г. — «Выставка станковой живописи» Московского Товарищества Живописцев; 2005 г. — «Победа», Международная художественная выставка, посвященная 60-летию победы в Великой Отечественной войне 1941—1945 годов (ЦДХ).
В течение нескольких десятилетий Киреев занимался преподаванием, в числе его учеников — Алексей Орловский, Андрей Будаев, Павел Шевелев.
Работы Киреева находятся в галереях и частных коллекциях России, США, Германии, Голландии, Финляндии, Молдовы, а также в Самарском областном художественном музее в Самаре и в музее Бамбергхаус (Германия).
Художник скончался 18 декабря 2021 года.